# سفر يشوع بن سيراخ

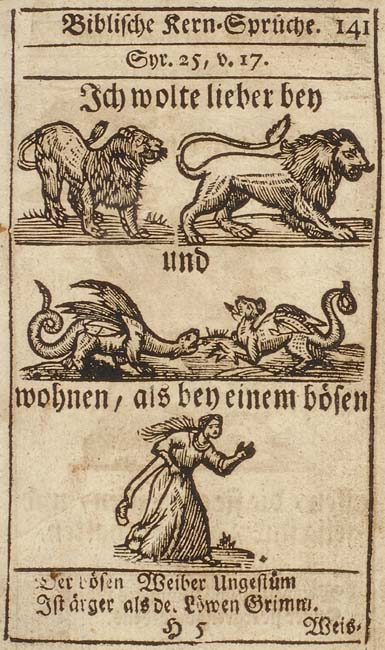

سفر يشوع بن سيراخ أو بن سيراخ (بالعبرية בן סירא) ويعرف أيضا بحكمة يوشع بن سيراخ أو حكمة بن سيراخ، هو عمل من القرن الثاني قبل الميلاد كتب أصلا بالعبرية.
يوجد الكتاب في النسخة السبعونية وهو في الكتب القانونية للكاثوليك والأرثوذكس الشرقيين لكن يرفضه معظم البروتستانت، وبالرغم من رفضهم  قانون الكتاب العبري لكنهم يقتبسون التلمود وأعمال الحاخامات.
وبرغم أن القديس إيرونيموس (من آباء الجيل الرابع) أشار إلى رفض البعض لهذا السفر وغيره من أسفار المجموعة القانونية الثانية في أيامه

## روابط خارجية
- سفر يشوع بن سيراخ على موقع الموسوعة البريطانية (الإنجليزية)